# Battesimo di Cristo (Tiziano)
Il Battesimo di Cristo è un dipinto a olio su tavola (115x89 cm) di Tiziano, databile al 1512 circa e conservato nei Musei Capitolini di Roma.

## Storia
L'opera è citata da Marcantonio Michiel nel 1531, nella casa veneziana del mercante spagnolo Giovanni Ram, che ne fu il committente venendo ritratto in basso a destra. I primi studiosi avanzarono dubbi sull'autografia tizianesca, probabilmente per il cattivo stato di conservazione, ma oggi tali riserve appaiono generalmente sciolte, con una datazione al 1512 circa, vicina a quella delle Tre età dell'uomo.

## Descrizione e stile
In un paesaggio boscoso avviene il Battesimo di Cristo, alla presenza del committente. Il tema tradizionale viene sviluppato complicando la disposizione dei personaggi, orientati lungo una diagonale che va dall'alto a sinistra fino al basso a destra. La figura di Cristo appare come vista dal basso, mentre quella del committente leggermente dall'alto, accentuando il dinamismo della scena. La veste di Cristo, appoggiata a sinistra, crea una vivace macchia di colore.
Il colore, steso con la tecnica tonalista, crea ampie campiture che accrescono il senso di volume delle figure. Esse sono tutt'altro che idealizzate, ma caratterizzate piuttosto da una pulsante umanità, secondo una delle caratteristiche più note dello stile di Tiziano.